# Rolf Horst Dumke
Rolf Horst Dumke (* 16. Juli 1941; † 29. Februar 2020) war ein deutscher Wirtschafts- und Sozialhistoriker.

## Leben
Er erwarb den BA Economics an der Yale University und 1976 den PhD Economics an der University of Wisconsin-Madison. Er lehrte an kanadischen und deutschen Universitäten und verbrachte die letzten Jahre seines Lebens in Bayern, nahe den Alpen.

## Schriften
- The political economy of economic integration. The case of the German Zollverein of 1834. Kingston 1974.
- The political economy of German economic unification. Tariffs, trade and politics of the Zollverein era. Ann Arbor 1983.
- Income inequality in Prussia, 1875–1900. A dualistic approach. Neubiberg 1990.
- Reassessing the Wirtschaftswunder. Reconstruction and postwar growth in West Germany in an international context. Neubiberg 1991.
- The future of economic history. One view. Neubiberg 1991.
- Knut Borchardt, a critical appreciation. Neubiberg 1993.
- mit Willi Leibfritz, Albert Müller, Wolfgang Ochel, Michael Reutter und Frank Westermann: Finanzpolitik im Spannungsfeld des europäischen Stabilitäts- und Wachstumspaktes. Zwischen gesamtwirtschaftlichen Erfordernissen und wirtschafts- und finanzpolitischem Handlungsbedarf. München 2001.